# Ixalotriton
Ixalotriton es un género de anfibios caudados de la familia Plethodontidae que se encuentra en el México centroamericano (Oaxaca y Chiapas).

## Especies
Se reconocen las dos especies siguientes según ASW:
- Ixalotriton niger Wake & Johnson, 1989
- Ixalotriton parvus (Lynch & Wake, 1989)